# Hinko Urbah
Hinko Urbah (hebr.: מרדכי צבי אורבך; Moravska, 1872. –  Pariz, 1960.), židovski teolog, sarajevski i zagrebački nadrabin.

## Životopis
Hinko Urbah je rođen u Moravskoj (Češka Republika), 1872. godine. Završio je osnovnu židovsku školu, a potom ješivu u Bratislavi. U Budimpešti je završio srednju školu, a potom počeo pohađati višu rabinsku školu. U istom periodu je na Filozofskom fakultetu studirao usporedne filozofije semitskih jezika. Doktorirao je 1904. godine. U dužnosti rabina djelovao je u Tuzli (1906-1911), Zemunu (1911-1928), a kao nadrabin je djelovao u Sarajevu (1928-1946). Predavao je na Teološkom zavodu, osnovanom 1938. godine, u Sarajevu. Po izbijanju Drugog svjetskog rata i uspostavljanju Nezavisne Države Hrvatske pobjegao je u Italiju, a krajem 1943. u Švicarsku. U Sarajevo se vratio 1945. godine, gdje je premješten u Zagreb, u kome je djelovao kao nadrabin dvije godine. Kada je osnovana država Izrael, radio je na prikupljanju kandidata za useljenje, a potom se i on odselio u Izrael. U tu zemlju je ponio sa sobom osamdesetak svitaka Tore spašenih na prostoru Jugoslavije. U Izraelu je zajedno sa suprugom bio smješten u Dom umirovljenika u Jeruzalemu, odakle ga je sin Benjamin odveo u Pariz, gdje je umro.

## Vanjske poveznice
- Hinko Urbah